# Петерсон, Денис

Денис Петерсон (англ. Denis Peterson; род. 1944, Нью-Йорк) — американский художник-гиперреалист армянского происхождения. Пионер и главный архитектор гиперреализма. Один из первых фотореалистов, появившихся в Нью-Йорке. Его ранние фотореалистичные картины были показаны в Бруклинском музее, Музее Уитни, Галерее Эмили Лоу, Галерее Дикс, Манхэттенском центре Пратта, Галерее Макса Хатчинсона и других местах. 

## Биография
Денис Петерсон получил степень магистра живописи в Институте Пратта , где ему была присуждена преподавательская стипендия. Он преподавал рисование фигур в натуральную величину в Пратте и выставлял свои ранние картины Нового Реалиста в Нью-Йорке, одновременно реставрируя экспонаты фламандских музеев XVI и XVII веков. 
Петерсон является одним из первых фотореалистов, появившихся в Нью-Йорке. Он представил в своей работе революционную методологию живописи: аэрографию полимеров. Его новаторские фигуративные картины были выставлены на главной фотореалистической выставке в Бруклинском музее.
Позже Петерсон стал пионером гиперреализма, отколовшегося художественного движения, произошедшего от фотореализма, который обычно идеализировал и объективизировал культурные символы в отдельных банальных рамках. Основываясь на литературных произведениях Бодрийяра, он придумал новый жанр живописи «гиперреализм», отказавшись при этом от более традиционных эстетических условностей фотореализма. Подсознательные альтернативные реальности соединились с современными культурами и смело были представлены в его новых работах.
Его картины можно найти среди частных коллекций международного значения и государственных компаний. Петерсон был приглашён Университетом Брауна, Институтом Пратта, Университетом Рутгерса, Нью-Йоркским университетом, Университетом штата Мичиган, Университетом штата Монклер, SUNY, Даунстейтом, Университетом Хофстра и колледжем Лайкоминг для выставки своих картин.